# آجني
آجني أو أغني ((بالسنسكريتية: अग्नि)‏، بمعنى النار)) هو إله في الميثولوجيا الهندوسية. وكانت تقام له التماثيل. وكل تمثال له راسان. كانت توقد عند تقديم القرابين والتي كان من بينها الخيول والحيوانات. وتقدم القرابين لآجني ليس فقط لكونه أحد أهم الآلهة لدى الهندوس، بل أيضا باعتباره رسولا من وإلى الآلهة الأخرى.
هذا وتزعم كتب الهندوس المقدسة أنه كان لآجني وجهان أحدهما خيّر والثاني شرير، وأن له ثلاثة (أو سبعة) ألسنة نارية. كما صوروا له شعرًا منتصبًا كأنه اللهب وبأن له ثلاث أرجل وذراعين (أو سبعة أذرع).
ووفق معتقداتهم فقد صوّروا آغني على أنه تجسيدٌ إلهي لنار الأضاحي مصحوباً بكبش أو خروفٍ. وتُظهر رسوماتهم آجني ممتطيًا خروفًا أو عربة مربوطة إلى خيول نارية.
يُعتقد أنَّ الإيمان بآجني يمثّل التحوّل الذي حصل من عبادة النار في العصور القديمة إلى الهندوسية في شكلها الحديث.